# Discografia Titei Bărbulescu
Discografia Titei Bărbulescu însumează apariții numeroase discografice (ebonite, viniluri, benzi de magnetofon, casete audio, CD-uri) ce conțin înregistrări efectuate în perioada 1959-2003 la casa de discuri Electrecord, Radio România etc.

## Discuri Electrecord
| An   | Număr de catalog                             | Format                     | Piese | Acompaniament                                                               |
| 1962 | EPA 3222                                     | shellac, 25 cm, 78 RPM     | S-au pălit codrii pe poale Lele, lelișoara mea | orchestra Victor Predescu                                                   |
| 1962 | EPC 328                                      | vinil, 17 cm, 33 ⅓ RPM     | 1. Lele, lelișoara mea 2. Câte stele sunt pe cer 3. S-au pălit codrii pe poale 4. Sus la munte la Muscel | orchestra Victor Predescu                                                   |
| 1963 | EPA 3278                                     | shellac, 25 cm, 78 RPM     | Cîntecul codrului Măi neicuță, pentru tine | orchestra Victor Predescu                                                   |
| 1963 | EPC 414                                      | vinil, 17 cm, 33 ⅓ RPM     | 1. Cîntecul codrului 2. Măi neicuță, pentru tine 3. Neicuță din Târgu-Jiu 4. Departe ești puișor | orchestra Victor Predescu                                                   |
| 1964 | EPD 1009                                     | vinil, LP, 25 cm, 33 ⅓ RPM | 3. De-ai fi neichii drăguliță 7. Zboară cucul spre pădure | Orchestra „Doina Argeșului” din Pitești, dirijor Alexandru Busuioc          |
| 1964 | EPA 3327                                     | shellac, 25 cm, 78 RPM     | Sus, pe deal la Călinești Trecui printr-o pădurice | orchestra Victor Predescu                                                   |
| 1964 | EPC 486                                      | vinil, 17 cm, 33 ⅓ RPM     | 1. Trecui printr-o pădurice 2. Sus pe deal la Călinești 3. La malul cu florile 4. Pe deal pe la Chițorani | orchestra Victor Predescu                                                   |
| 1965 | EPA 3346                                     | shellac, 25 cm, 78 RPM     | S-a dus neica, mi s-a dus Uite neica cum privește | orchestra Victor Predescu                                                   |
| 1965 | EPA 3347                                     | shellac, 25 cm, 78 RPM     | Măi Gheorghiță neic-al meu Neicuța e pădurar | orchestra Victor Predescu                                                   |
| 1965 | EPC 555                                      | vinil, 17 cm, 33 ⅓ RPM     | 1. S-a dus neica, mi s-a dus 2. Uite neica cum privește 3. Măi Gheorghiță neic-al meu 4. Neicuța e pădurar | orchestra Victor Predescu                                                   |
| 1966 | EPC 649                                      | vinil, 17 cm, 33 ⅓ RPM     | 1. Cîntec de nuntă 2. Cînd eram la Cîmpulung 3. Mi-a plecat cucu de-aici 4. Pe la lunca corbului | orchestra Nicu Stănescu                                                     |
| 1967 | EPC 776                                      | vinil, 17 cm, 33 ⅓ RPM     | 1. Îndeamnă-ți murgul neiculiță 2. Măi neicuță puiule 3. Dorule, eu dau pe vale 4. Unde neica mi s-ascunde | orchestra Nicolae Băluță                                                    |
| 1968 | EPC 10.013                                   | vinil, 17 cm, 33 ⅓ RPM     | 1. Măi neicuță Constantine 2. Neica trece Dealu Mare 3. La fîntînița din deal 4. Măi neicuță de pe Olt | orchestră Victor Predescu                                                   |
| 1968 | EPE 0280                                     | vinil, LP, 30 cm, 33 ⅓ RPM | 3. Cîntec de nuntă 7. Îndeamnă-ți murgul neiculiță | orchestra Nicu Stănescu (1), Nicolae Băluță (2)                             |
| 1970 | EPD 1260                                     | vinil, LP, 25 cm, 33 ⅓ RPM | 1. La vale, la baltă 2. Dete frunza, dete iarba 3. Mîndruliță de pe grui 4. Iliuță măi Ilie 5. Rupsei floare din grădină 6. Bate vîntul de la munte 7. Pădure, dragă pădure 8. De ce Gheorghe, nu te-nsori? 9. Dimineața mă sculai | orchestra Constantin Busuioc                                                |
| 1974 | STM-EPE 0169                                 | vinil, LP, 30 cm, 33 ⅓ RPM | 1. Măi neicuță, din Muscel 2. Fir-ai tu să fii de dor 3. Am venit din cătănie 4. Oltule cu apa iute 5. Mult îmi place mie crîngul 6. Cînd eram la mama fată 7. Gheorghiță din Brăniștari 8. Vino puiule în vale 9. A venit Argeșul mare 10. Of și-o mură neagră 11. Pe sub fagi cu mure sure | orchestra Paraschiv Oprea                                                   |
| 1977 | ST-EPE 01174 Dacă nu e neica, geaba          | vinil, LP, 30 cm, 33 ⅓ RPM | 1. Dacă nu e neica, geaba 2. La vale, la baltă 3. Mîndruliță de pe grui 4. Rupsei floare din grădină 5. Bate vîntul de la munte 6. Mai ții minte neică 7. Măi neicuță de pe Olt 8. La fîntînița din deal 9. Neica trece Dealu Mare 10. Măi neicuță Constantine 11. Pădure, dragă pădure 12. Iliuță măi Ilie 13. Dimineața mă sculai                                                                               | orchestra Constantin Busuioc (1-6, 11-13), orchestra Victor Predescu (7-10) |
| 1977 | ST-EPE 01285 Argeșule, rîu de ape            | vinil, LP, 30 cm, 33 ⅓ RPM | 1. Argeșule, rîu de ape 2. Măi neicuță de pe Jiu 3. Foaie verde lin, pelin 4. Dorule, du-te în zbor 5. Măi Ionele, măi 6. Toată lumea-mi zice mie 7. Luncă, luncă, toamnă lungă 8. Foaie verde de-aluniș 9. Gheorghiță gîndurile mele 10. Lună, lună, vis cu dor 11. Nu știu cum să te-ntîlnesc 12. Fluieră un tren în gară                                                                                       | orchestra Paraschiv Oprea                                                   |
| 1981 | ST-EPE 01840 Romanțe și cîntece de voie bună | vinil, LP, 30 cm, 33 ⅓ RPM | 1. Omul are doruri multe 2. De-am fi frate, lîngă frate 3. La cîrciuma de sub tei 4. De ce oare, eu te-am cunoscut 5. Pe mine Rada mă cheamă 6. Țuiculiță de Pitești 7. Trece timpul... 8. Inimă afurisită 9. Cine mi te-a scos în cale 10. Umpleți-mi două pahare 11. Să ciocnim paharul | orchestra Paraschiv Oprea                                                   |
| 1989 | ST-EPE 03639 Dac-ar crește-n iarbă dorul     | vinil, LP, 30 cm, 33 ⅓ RPM | 1. Trei lalele din Pitești 2. Dac-ar crește-n iarbă dorul 3. Cîte stele sunt pe cer 4. Mi-a venit un dor aseară 5. Lele, lelișoara mea 6. Intru-n luncă, tai nuiele 7. Dorul de Topoloveni 8. Merge neica legănat 9. Ionico din Pitești 10. De la moară pîn' la gară 11. Cine ne-o fi despărțit 12. Ocolii pădurea toată 13. Ce mi-e mie drag pe lume                                                             | orchestra Paraschiv Oprea                                                   |
| 1989 | STC 00603 Dac-ar crește-n iarbă dorul        | casetă audio               | 1. Trei lalele din Pitești 2. Dac-ar crește-n iarbă dorul 3. Cîte stele sunt pe cer 4. Mi-a venit un dor aseară 5. Lele, lelișoara mea 6. Toată boala are leac 7. De-ar fi lumea după mine 8. Dorul de Topoloveni 9. Merge neica legănat 10. Ionico din Pitești 11. De la moară pîn' la gară 12. Cine ne-o fi despărțit 13. Intru-n luncă, tai nuiele 14. Ce mi-e mie drag pe lume 15. Drag mi-a fost calul bălan | orchestra Paraschiv Oprea                                                   |
| 1991 | ST-EDE 04027 Ieftinește, Doamne, băutura     | vinil, LP, 30 cm, 33 ⅓ RPM | 1. Banii n-aduc fericirea 2. Domnule, te-ai înșelat 3. Pentru cine am muncit 4. Spune nu sau da 5. Ce e viața-n lume 6. Tu să-mi dai inima ta 7. Ieftinește, Doamne, băutura 8. Din prima zi cînd te-am văzut 9. Îți zic adio 10. Mă cheamă băiatul meu 11. Oare, cum să cred | orchestra Paraschiv Oprea                                                   |
| 1991 | STC 00758 Ce tare bate vîntul                | casetă audio               | 1. Ce tare bate vîntul 2.Banii n-aduc fericirea 3. Domnule, te-ai înșelat 4. Pentru cine am muncit 5. Spune nu sau da 6. Ce e viața-n lume 7. Tu să-mi dai inima ta 8. Din prima zi cînd te-am văzut 9. Mă cheamă băiatul meu 10. Îți zic adio 11. Oare, cum să cred 12. Astăzi noi cîntăm la lume 13. Dați-mi șprițul și vioara                                                                                  | orchestra Paraschiv Oprea                                                   |
| 1992 | ST-EPE 03562 Bine e să fii patron            | vinil, LP, 30 cm, 33 ⅓ RPM | 1. Nelu sau Ion 2. Bine e să fii patron 3. Tu și eu 4. Pe nisipul mării 5. Eu te iubesc, fată, pe ascuns 6. Hai cu toții, sus paharul! 7. Am iubit cu patimă 8. Ce mult te iubesc, Cristina 9. Am rămas orfan de mic 10. În excursie la turci 11. Nu e copil să se nască | orchestra Paraschiv Oprea                                                   |
| 1992 | STC 00855 Bine e să fii patron               | casetă audio               | 1. Nelu sau Ion 2. Bine e să fii patron 3. Tu și eu 4. Pe nisipul mării 5. Eu te iubesc, fată, pe ascuns 6. Beau și-am să mai beau 7. Te rog, mai stai! 8. Am iubit cu patimă 9. Ce mult te iubesc, Cristina 10. Am rămas orfan de mic 11. Nu e copil să se nască 12. În excursie la turci 13. E vina ta | orchestra Paraschiv Oprea                                                   |
| 1996 | STC 001198 Intru-n crâșmă, uit de toate!     | casetă audio               | 1. Intru-n crâsmă, uit de toate 2. Bine este dragii mei 3. Mai las-o de băutură! 4. Nevastă, te-aș întreba 5. Măî bărbate, nu se poate! 6. Depărtare, depărtare 7. Nu pot avea încredere în tine 8. Da sau nu 9. Frumoasă-i dragostea! 10. Da-mi iubirea înapoi! 11. Hai, veniți prieteni! 12. Așa e viața mea 13. De-ar cădea casa pe mine 14. Treceam aseară pe drum                                            | orchestra Paraschiv Oprea                                                   |
| 1999 | STC 001342 Ce ne-aduce 2000!                 | casetă audio               | 1. Ce ne-aduce 2000! 2. La viața mea 3. În seara asta mare 4. La hanul de peste drum 5. Hai, spune, puștoaico! 6. Sus paharul, hai să bem! 7. Banii-s ochii dracului 8. Se duc tinerețile 9. Astăzi râzi, astăzi glumești 10. Inimă de țigancă 11. Omule, cum mai trăiești 12. Azi fetele s-au schimbat 13. Tot ce vrei, tot ce vrei 14. Marine, Marine 15. Din Pitești la Câmpulung                              | orchestra Marius Olmazu                                                     |

## Înregistrări Radio
| An     | Piese                                                                            | Acompaniament                                       | Note                 |
| ------ | -------------------------------------------------------------------------------- | --------------------------------------------------- | -------------------- |
| 1959   | Balada ciobanului Măi fetiță cu ilic                                             | Indisponibil                                        | Primele înregistrări |
| 1960   | Primăvara când sosește                                                           | Orchestra Alexandru Busuioc                         |                      |
| 1961   | Argeșule apă lină Mulțumim partidului                                            | Orchestra Alexandru Busuioc                         |                      |
| 1962   | Am și eu un dor pe lume Pe sub deal pe sub măsură                                | Orchestra Alexandru Busuioc                         |                      |
| 1963   | Lele, lelișoara mea                                                              | Orchestra Nicolae Băluță                            |                      |
| 1964   | Cântă cinteza în lăstari Neicuța e pădurar                                       | Orchestra Radu Voinescu                             |                      |
| 1967   | Măi Ionele de pe vale                                                            | Orchestra Radu Voinescu                             |                      |
| 1969   | Dorule eu dau pe vale Măi neicuță Constantine Zboară cucul spre pădure           | Orchestra Victor Predescu                           |                      |
| 1969   | Dorule eu dau pe vale La fântânița din vale La vale la baltă Când vine primăvară | Orchestra Doina Olteniei Dirijor Constantin Busuioc |                      |
| 1971   | Bate vântul de la munte Măi neicuță din Mușcel                                   | Orchestra Victor Predescu                           |                      |
| 1975   | Am primit azi o scrisoare De când mama m-a făcut La teiul din ulicioară          | Orchestra Nelu Toma                                 |                      |
| 1976   | Neicuță din Argeșel                                                              | Orchestra Paraschiv Oprea                           |                      |
| 1978   | Argeșene, argeșene                                                               | Orchestra Victor Predescu                           |                      |
| 1978   | Toată lumea-mi zice mie                                                          | Orchestra Radu Voinescu                             |                      |
| indisp | Treceam prin sate călare                                                         | indisp.                                             |                      |